# DG Гончих Псов
DG Гончих Псов (лат. DG Canum Venaticorum) — двойная звезда*** в созвездии Гончих Псов на расстоянии приблизительно 60 световых лет (около 18,3 парсек) от Солнца. Звёздная величина диапазона B звезды — от +13,62m до +13,52m. Возраст звезды определён как около 149 млн лет.
Открыта Расселом М. Роббом, Дэвидом Д. Баламом и Робертом Греймелом в 1999 году**.

## Характеристики
Первый компонент (WDS J13318+2917Aa) — красный карлик, вращающаяся переменная звезда типа BY Дракона (BY) и эруптивная переменная звезда типа RS Гончих Псов (RS) или переменная звезда типа UV Кита (UV) спектрального класса M4Ve, или M4V, или M4, или M4,5. Масса — около 0,4 солнечной, радиус — около 0,72 солнечного, светимость — около 0,012 солнечной. Эффективная температура — около 3127 K.
Второй компонент (WDS J13318+2917B) — красный карлик спектрального класса M4Ve. Радиус — около 0,4 солнечного. Орбитальный период — около 7 лет*. Удалён на 0,2 угловой секунды (в среднем около 3,6 а.е.)*.